# Harpanthus
Harpanthus là một chi rêu trong họ Geocalycaceae.